# 15a Divisió (Exèrcit Popular de la República)
La 15a Divisió va ser una divisió pertanyent a l'Exèrcit Popular Republicà que va lluitar en la Guerra Civil Espanyola en defensa de la legalitat republicana. Durant la major part de la contesa va estar desplegada en el front del Centre.

## Historial
La unitat va ser creada en la primavera de 1937, en el front del Centre. Va quedar composta per les brigades mixtes XV, 110a i 24a, sota el comandament del general «Gal». El seu centre de comandament a trobava en Morata de Tajuña.
El juliol del 1937, de cara a la batalla de Brunete, la 15a Divisió va quedar integrada en el XVIII Cos d'Exèrcit, agrupant a les brigades internacionals XIII i XV. El 7 de juliol la unitat va intervenir en les operacions com a reforç de la 34a Divisió en l'assalt de Villanueva de la Cañada. Després de la caiguda de la localitat, les forces de la divisió van creuar el riu Guadarrama atacant a l'esquerra i la dreta de la carretera que unia Brunete amb Boadilla del Monte. L'avanç republicà va quedar estancat durant les següents jornades, havent d'enfrontar-se a una reforçada resistència franquista Els combats s'allargarien fins al 25 de juliol. Les forces de la 15a Divisió van sofrir un important crebant durant la batalla En l'estiu de 1938 la unitat va ser enviada al front de Llevant, adscrita al XXI Cos d'Exèrcit.

## Comandaments
Comandants
- general Janos Galicz «Gal»;
- tinent coronel Esteban Rovira Pacheco;[8][9]

Comissaris
- Carlos del Toro Gallego, del PCE;[10]
- Isidoro Hernández Tortosa, del PCE;[11]

## Ordre de batalla
| Data               | Cos d'Exèrcit adscrit | Brigades mixtes integrades | Front de batalla |
| Abril-Maig de 1937 | III Cos d'Exèrcit     | XV, 110a i 24a             | Centre           |
| Juliol de 1937     | XVIII Cos d'Exèrcit   | XIII i XV                  | Brunete          |
| Desembre de 1937   | III Cos d'Exèrcit     | 17a i 18a                  | Centre           |
| Abril de 1938      | III Cos d'Exèrcit     | 17a, 18a i 110a            | Centre           |
| Agost de 1938      | XXI Cos d'Exèrcit     | 75a, 48a i 190a            | Llevant          |
| Octubre de 1938    | XX Cos d'Exèrcit      | 75a, 48a i 190a            | Llevant          |